# The Best of The Velvet Underground: The Millennium Collection
The Best of The Velvet Underground: The Millennium Collection je kompilační album skupiny The Velvet Underground. Album vyšlo u Polydor Records v říjnu 2000.

## Seznam skladeb
| Pořadí         | Název                      | Autor                                                 | Původní album                     | Délka |
| -------------- | -------------------------- | ----------------------------------------------------- | --------------------------------- | ----- |
| 1.             | I'm Waiting for the Man    | Lou Reed                                              | The Velvet Underground & Nico     | 4:38  |
| 2.             | Run Run Run                | Reed                                                  | The Velvet Underground & Nico     | 4:20  |
| 3.             | Heroin                     | Reed                                                  | The Velvet Underground & Nico     | 7:10  |
| 4.             | White Light/White Heat     | Reed                                                  | White Light/White Heat            | 2:44  |
| 5.             | Sister Ray                 | Reed, John Cale, Sterling Morrison, Maureen Tuckerová | White Light/White Heat            | 17:22 |
| 6.             | Beginning to See the Light | Reed                                                  | The Velvet Underground            | 4:38  |
| 7.             | What Goes On               | Reed                                                  | The Velvet Underground            | 4:52  |
| 8.             | Pale Blue Eyes             | Reed                                                  | The Velvet Underground            | 4:38  |
| 9.             | I Can't Stand It           | Reed                                                  | VU                                | 3:21  |
| 10.            | Sweet Jane (live)          | Reed                                                  | 1969: The Velvet Underground Live | 3:58  |
| 11.            | Rock & Roll (live)         | Reed                                                  | 1969: The Velvet Underground Live | 6:02  |
| Celková délka: | Celková délka:             | Celková délka:                                        | Celková délka:                    | 67:45 |

## Obsazení

### Hudebníci
- Lou Reed – zpěv, kytara, piáno v „White Light/White Heat“
- Sterling Morrison – kytara, doprovodný zpěv
- Maureen Tuckerová – perkuse
- John Cale – viola, basová kytara, doprovodný zpěv, varhany v „Sister Ray“ (1–5)
- Doug Yule – basová kytara, doprovodný zpěv, varhany v „What Goes On“ (6–11)

### Technická podpora
- Andy Warhol – producent (1–3)
- Tom Wilson – producent (4–5)
- The Velvet Underground – producernti (6–11)